# Les Hors-la-loi (film, 1969)
Pour les articles homonymes, voir Les Hors-la-loi.
Pour plus de détails, voir Fiche technique et Distribution.
Les Hors-la-loi est un film algérien réalisé par Tewfik Fares et sorti en 1969. 

## Synopsis
Dans l’Algérie des années 40, Slimane, ancien soldat trahi par les autorités coloniales, devient un « bandit d’honneur ». Traqué, il rejoint la résistance dans les montagnes des Aurès. Les Hors la Loi, premier film de Tewfik Farès, retrace cette lutte dans un style proche du western.

## Fiche technique
- Titre : Les Hors-la-loi
- Réalisation : Tewfik Fares
- Scénario : Tewfik Fares
- Photographie : Rachid Merabtine
- Montage : Hélène Arnal
- Musique : Georges Moustaki
- Production : Splendor Films
- Pays de production :  Algérie
- Durée : 107 minutes
- Dates de sortie : 
  - Algérie : 1969
  - France : 29 décembre 1976 ; reprise le 17 février 2010[3]

## Distribution
- Sid Ahmed Agoumi
- Cheikh Nourredine
- Mohamed Chouikh
- Jacques Monod
- Jean Bouise